# 2012年12月三陆近海地震
2012年12月三陆冲地震是2012年12月7日8时18分（UTC）发生于日本釜石市东南方向海域的Mj7.3地震。地震引發最高一的海嘯並侵襲宮城縣石卷市沿岸。地震震中位於宮城縣牡鹿半島東面240公里附近三陸沖海域海底46公里深處。青森縣、岩手縣、宮城縣、茨城縣、栃木縣均观测到震度5弱。此次地震为2011年东北地方太平洋近海地震的余震。

## 震度
下表列出了震度达到5弱的市町村。
| 震度 | 都道府县 | 市区町村              |
| ---- | -------- | --------------------- |
| 5弱  | 青森县   | 八戸市 階上町         |
| 5弱  | 岩手县   | 盛岡市 瀧澤村         |
| 5弱  | 宮城县   | 栗原市 丸森町         |
| 5弱  | 茨城县   | 常陸太田市 常陸大宮市 |
| 5弱  | 栃木县   | 市貝町                |

## 破壞

### 地震
埼玉縣埼玉市一處老人福利設施的管道受損。栃木縣市貝町町立市貝小學的部份天花層板被震至移位。地震導致兩人死亡：一位老婦倒斃在宮城縣丸森町的屋內，疑於地震期間心臟病發，另外福島縣飯館村一名男性從工作地點逃生時同樣懷疑病發身亡。另有至少14人受傷。

### 海嘯
地震引發的海嘯高達一公尺，捲至石卷市時推倒了一排沙包，岩手縣久慈市一名老人乘船出海躲避海嘯後失蹤，12日被发现，确认死亡。